# شاكير صاحب الطابع
شاكير صاحب الطابع، ولد حوالي عام 1795، وتوفي في باردو يوم 11 سبتمبر 1837، سياسي تونسي من أصول شركسية.

## أصوله
يختلف الباحثون والكتاب حول أصول هذا المملوك إن كان شركسيا حسب أحمد بن أبي الضياف مثلا، أو جورجية حسب بعض الكتاب الأوربيين ، بيع في العاصمة العثمانية وهو في الحادية عشرة من عمره لأحد الأثرياء التونسيين، وأهداه إلى حمودة باشا فتربى في القصر الملكي.

## في الخدمة
ضمه حسين باي ليكون في خدمته وجعل منه صاحب طابعه، كان يرافقه عند الخروج بالمحلة، كما زوجه عام 1833 من إحدى بناته ، وكان في عام 1829 قد عينه الباي وزيرا كبيرا بسلطات واسعة، عوضا عن حسين خوجة. وقد لعب دورا كبيرا في السياسة الاستقلالية تجاه الدولة العثمانية، حتى أن المراسلات مع الباب العالي كتبت لأول مرة باللغة العربية عوض التركية . كذلك عند احتلال الجزائر أثر على الباي بخصوص عدم قطع العلاقات مع فرنسا. من جهة أخرى قام بتطهير مالية الدولة مؤقتا على حساب منتجي ومصدري الزيت. كما تحالف مع عائلة بن عياد في القيام ببعض العمليات التصديرية بما كان وراء ثروته. ويعود له الفضل في البدء ببعض الإصلاحات، إذ في عام 1830 أقنع الباي بتشكيل وحدات من الجيش النظامي، وبذلك تشكلت النواة الأولى من الجيش التونسي الذي سيتسع أكثر في عهد أحمد باشا باي، وفي هذه الفترة عمل معه كاتبا أحمد بن أبي الضياف. وقد واصل قيامه بدور رئيس بعد وفاة حسين باي عام 1835، إذ احتفظ به مصطفى باي ككبير الوزراء، ولكن سحب منه الطابع، وفي عام 1836 أسندت إليه قيادة أي ولاية سوسة والمنستير.

## مقتله
قرر مصطفى باي قتل شاكير صاحب الطابع بعد أن أصبحت تنتابه الشكوك فيه نتيجة تأثير محيطه وخاصة تأثير القنصل الفرنسي، وبالفعل تم خنقه في رواق قصر باردو بعد اجتماعه بالباي. وقد تم ذلك عندما كان القنصل الفرنسي في زيارة إلى القصر رفقة الأميرال لالند. ووقع تعويضه بمصطفى صاحب الطابع أكبر الوزراء سنا، غير أن الوزير النافذ كان مصطفى خزندار.
نتيجة الشكوك التي بدأت تنتابه،

## إشارات مرجعية
1. ↑  Ibn Abi L-Diyaf, Chronique des rois de Tunis et du Pacte fondamental, Chap. IV et V, Edition critique et traduction . André Raymond, Vol 1, IRMC -ISHMN, Alif, Tunis 1994, p. 164
2. ↑  المصدر نفسه

| سبقه حسين خوجة | وزير أول (تونس) 1829 -1837- | تبعه مصطفى صاحب الطابع |